# 護王神社

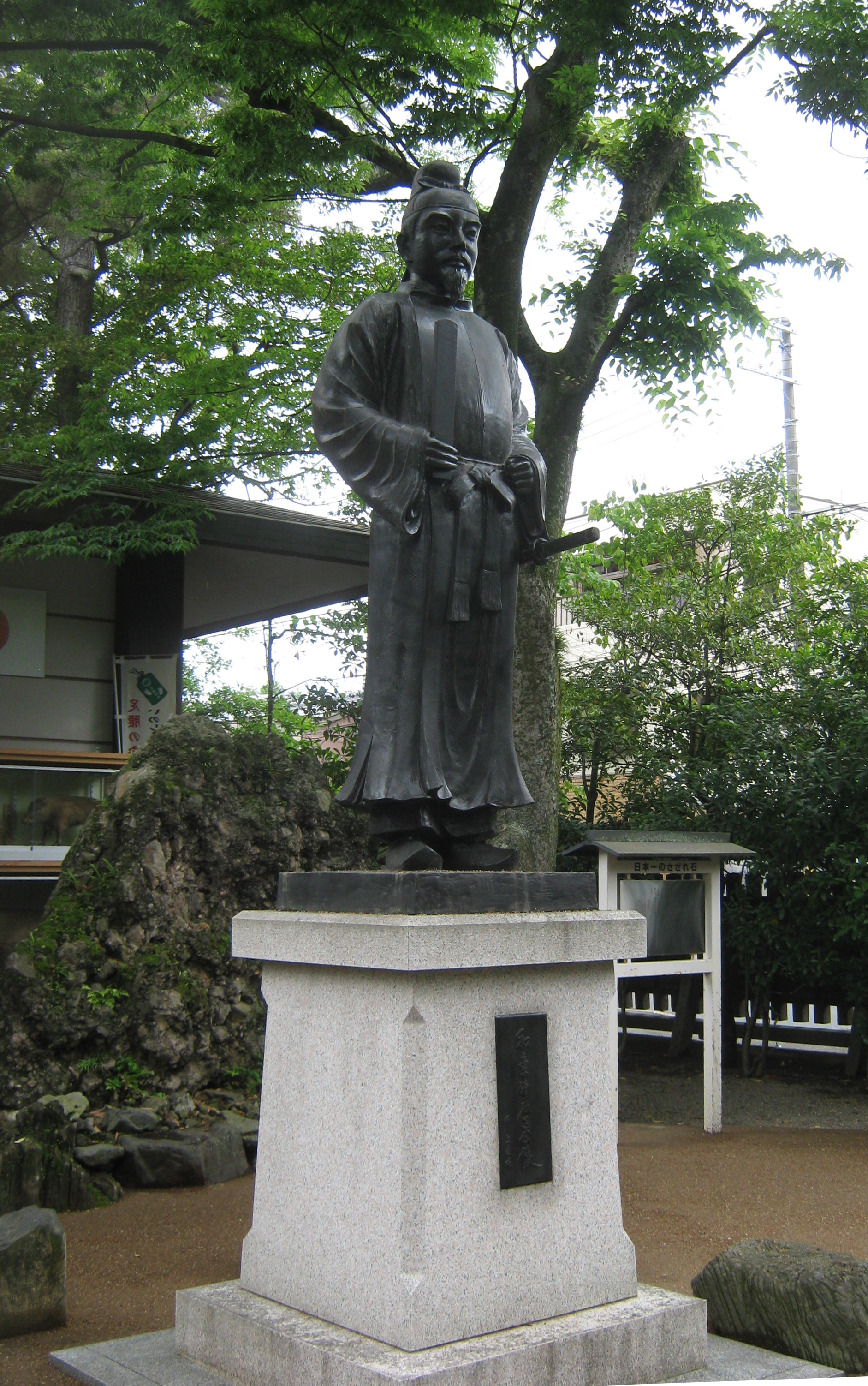
和気清麻呂像

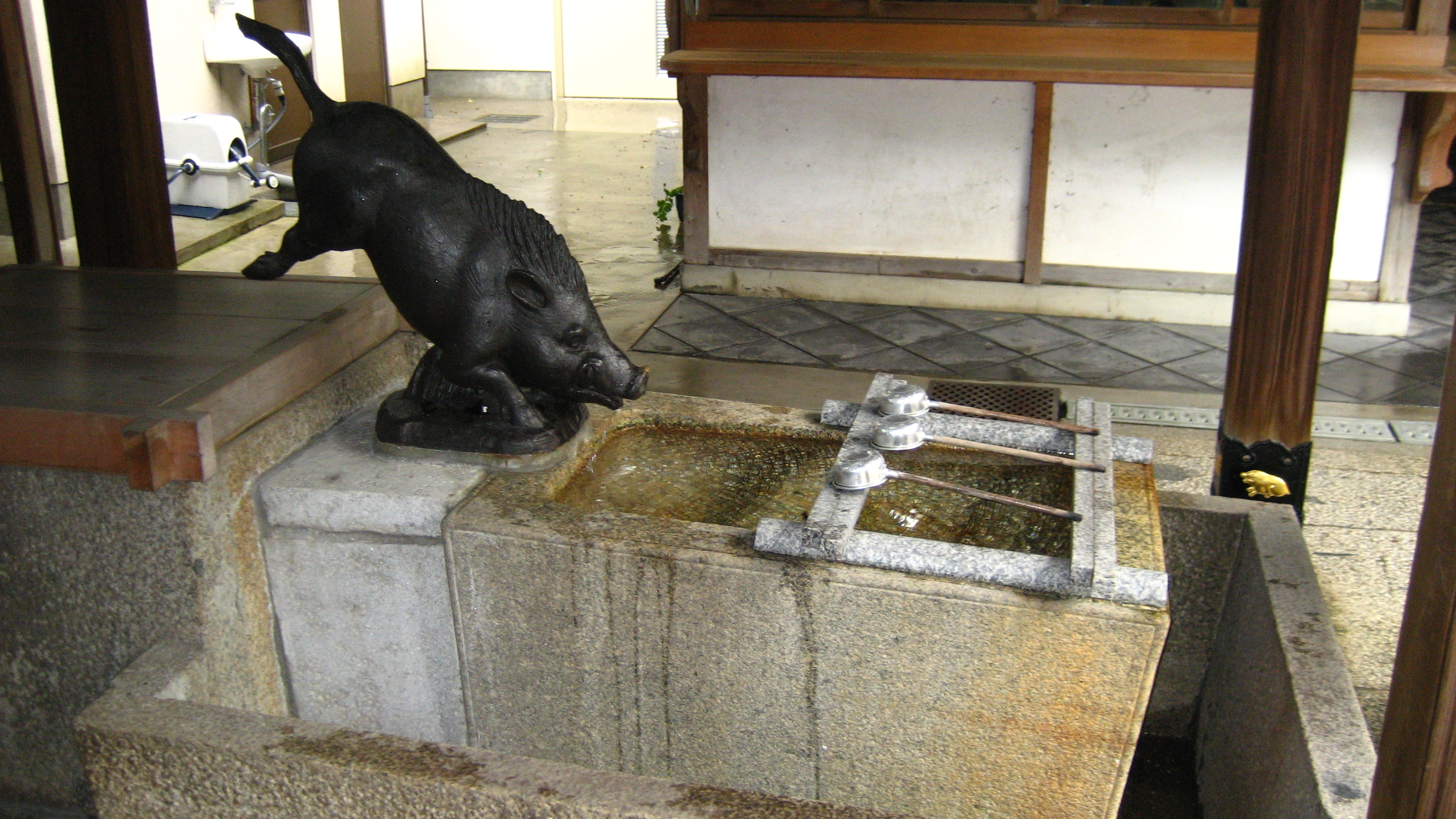
霊猪の手水舎

護王神社（ごおうじんじゃ）は、京都市上京区にある神社。旧社格は別格官幣社で、現在は神社本庁の別表神社。和気清麻呂と姉の和気広虫を主祭神とし、藤原百川と路豊永を配祀する。境内にあるのは狛犬ではなく狛イノシシである。

## 歴史
護王神社は和気氏の創建による高雄山神護寺境内に作られた、和気清麻呂を祀った護王善神社に始まる。正確な創建年代は不詳である。
和気清麻呂と姉の和気広虫は、宇佐八幡宮神託事件の際に流刑に処せられながらも皇統を守った。孝明天皇はその功績を讃え、嘉永4年（1851年）に神護寺の護王善神社に祀られていた和気清麻呂に、護王大明神の神号と正一位という最高位の神階を授けている。天皇自らが人臣に対して神階を授けたのはこれが初めてである。また、江戸幕府は自己の申し入れによる神階授与に限って下行米を出す方針であった（反対に言えば、それ以外の神社への神階授与の際の費用は神社側が負担することになっていた）が、江戸時代を通じて唯一この時だけは幕府が下行米を支出していることが知られている。1874年（明治7年）、護王善神社は護王神社に改称し、別格官幣社に列格された。1886年（明治19年）、明治天皇の勅命により京都御苑蛤御門前付近にあった公家の中院家の邸宅跡（現在地）に遷座された。
1915年（大正4年）、大正天皇の即位の際に和気広虫が合祀された。広虫は孤児救済事業で知られることから子育明神と呼ばれる。
1948年（昭和23年）に神社本庁の別表神社に加列されている。
神前式が行え、その場合には境内に祀られている人力車に乗る事が出来る。

## 護王神社と猪
和気清麻呂が宇佐（現・宇佐市）へ配流された際に、道鏡から送り込まれた刺客に襲われたのを、突如現われた300頭の猪によって難事を救われたとの伝説から、1890年（明治23年）から狛犬の代わりに「狛猪」が置かれており、「いのしし神社」の俗称もある。そのため亥年の参拝者は例年よりも増加する傾向がある。境内には狛猪の他にも多くの猪に因むものがあり、全国から奉納された猪の縫いぐるみや木彫り等が祀られている。
日本銀行券としてかつて発行されていた十円紙幣は、1890年（明治23年）から1945年（昭和20年）までのものは一貫して和気清麻呂と護王神社が描かれていた。そのうち1890年（明治23年）に発行されたものは表面の枠模様の中に8頭の小さな猪が描かれ、さらに1899年（明治32年）に発行されたものは裏面に大きな猪が1頭描かれた。10円紙幣はその後1915年（大正4年）発行のものから猪が描かれなくなったが、その後も含めて和気清麻呂の肖像画が描かれた10円紙幣は長らく「いのしし」と俗称された。
清麻呂が刺客に襲われた際、足に傷を負ったが、猪が去った後に足の傷も癒えた故事に由来して、足腰健康の神社としても知られる。手水舎「霊猪手水舎」の猪の鼻を触ると「足腰が良くなる」「再びここに戻って来れる」「幸せが訪れる」等のご利益が有るとされる。境内の一角に足型の石が敷いてある。

## 祭神
- 主祭神 - 和気清麻呂公、和気広虫姫
- 配祀神 - 藤原百川、路豊永

## 境内
本殿、拝殿、社務所、会館、祝詞舎、警察消防招魂社等、さざれ石などがある。境内は自由に見学できる。境内の本殿・拝殿などの建物は明治19年移転時のころからのものである。御神酒には、御神木のかりんの木の実を使った「かりん酒」がある。
- 本殿 - 1886年（明治19年）建立。
- 中門
- 祈願殿
- 拝殿 - 日本海軍の重巡洋艦・高雄の艦内神社が、高雄の命名の由来となった高雄山にゆかりがある護王神社であったため、重巡高雄の額が飾られている。
- 聖鳳殿
- 護王会館
- 和気清麻呂像 - 1998年（平成10年）造。松本繁来氏の作。和気清麻呂公の字は茶道裏千家前家元・千玄室氏の筆。
- 喜多門
- 警察消防招魂社[5] - 1946年（昭和21年）に京都府庁舎構内から移築。
- 久邇宮家御霊殿 - 1964年（昭和39年）に旧久邇宮邸から移築。
- 祖霊社 - 近衛社（きんえいしゃ）とも呼ばれる。1971年（昭和46年）建立。
- 伊勢神宮遥拝所
- 飛翔親子猪像 - 城所ケイジ氏によってチェーンソーで彫られたもの。
- 社務所 - 表にイノシシコレクションが展示されている。
- 休憩所 - 内部にイノシシコレクションが展示されている。
- 手水舎「霊猪手水舎」
- 表門

## 例祭

### 護王大祭（4月4日）
明治天皇によって定められた和気清麻呂をしのぶ祭事。4月4日に行われる理由は、和気清麻呂の命日を現暦に改めた日にあたるからである。境内での参列は神社の会員のみしか見ることはできないが、御所建礼門院前へ向かう「宇佐神託奏上ノ義」の行列は誰でも見学可能。例祭は11時から14時の間に行われる。行列は風流幣（ふるべ）行列、猪行列とも呼ばれ、参列者は猪の陣羽織を着て歩く。

### 亥子祭（11月1日）
神前に胡麻・小豆・栗の御玄猪（おげんちょ）と呼ばれる亥の子餅を供えたあと、亥の子餅を皇室献上のため京都御所へ提灯行列を行うというもの。神社に戻ったあとは「猪しゃ餅食ってほしいほしい、和気さんお出ましえしいえしい」と歌いながら、亥の子餅をついて参列者にふるまう。由来は平安時代に亥の月、亥の日、亥の刻に餅を食すると病気にならないと考えられていたためである。

## 交通アクセス
- 京都市営地下鉄烏丸線丸太町駅から徒歩約7分[9]。
- 京都市営バス烏丸下長者町下車すぐ[4]。

## 関連図書
- 二六興信所編纂　山田米吉編『勤王事蹟別格官幣社精史』6〜7頁　二六興信所　1935年（国立国会図書館デジタルコレクション）

- 安津素彦・梅田義彦編集兼監修者『神道辞典』神社新報社、1968年、29頁
- 白井永二・土岐昌訓編集『神社辞典』東京堂出版、1979年、138頁
- 平凡社地方資料センター編、2001年7月発行、『日本歴史地名大系27　京都市の地名』、平凡社 ISBN 4-582-91012-2
- 京都府歴史遺産研究会編、2011年8月30日発行、『京都府の歴史散歩　上』、山川出版社 ISBN 978-4-634-24626-3
- 竹村俊則著、1984年11月5日発行、『昭和京都名所図会5　洛中』、駸々堂出版 ISBN 4-397-50131-9
- 丘眞奈美著、2007年5月21日発行、『京都のご利益徹底ガイド』、PHP研究所 ISBN 9784569667881
- 平凡社地方資料センター編、1997年2月19日発行、『京都・山城寺院神社大事典』、平凡社 ISBN 4-582-13401-7
- 佐和隆研ほか編、1984年11月発行、『京都大事典』、淡交社 ISBN 4-473-00885-1
- 淡交社編集局編、2016年3月12日発行、『京都12か月　4月の京都』、淡交社 ISBN 9784473041043